# Sociologie výchovy
Existují různá vymezení sociologie edukace neboli sociologie výchovy. Její součástí je i sociologie vzdělávání.

## Definice
Průcha (2000) uvádí následující:
„Sociologie výchovy je disciplína sociologie, která se zabývá sociálními aspekty výchovy ve společnosti a její úlohou v procesech společenské reprodukce. Pojednává o místě a funkci výchovy ve společnosti, v dané kultuře, o vztazích mezi výchovou a sociální strukturou a sociální mobilitou; o vztazích objektů a subjektů výchovy (rodičů a dětí, učitelů a žáků aj.); o struktuře a funkci výchovných institucí, o podmínkách a sociálních důsledcích jejich činnosti. 
Sociologie vzdělávání se zabývá sociálními aspekty vzdělávání a učení; je součástí sociologie výchovy.“ Jak uvádí Průcha (2000), definice se mezi sebou odlišují, jelikož každá z nich přináší dílčí pohled na předmět sociologie výchovy. Pokud tyto definice ale spojíme, získáme ucelený přehled a představu o předmětu sociologie výchovy. Sociologie výchovy patří mezi speciální disciplínu sociologie. Pedagogové ji považují za interdisciplinární oblast, která hraničí mezi oborem pedagogiky a sociologie.
Tuto disciplínu vhodně popisují hlavní témata a problémy, které jsou předmětem jejích současných teorií a výzkumů. Otázka rovnosti vzdělávacích příležitostí je jedním z nejčastějších témat sociologie výchovy. S touto problematikou souvisí i teorie a výzkum, která se zabývá se jazykovou a sociální podmíněností vzdělání. Dalším aktuálním problémem je otázka vzdělanostní mobility, od které se odvíjí i otázka zabývající se postoji k vzdělávání v návaznosti na sociální rozdíly. Při řešení těchto otázek se přihlíží k problematickým vztahům rodiny, školy a komunity. Hodně pozornosti je věnováno také otázce angažovanosti rodičů a míře, se kterou se rodiče podílí na spolupráci se školou.

## Vývoj sociologie výchovy, představitelé
Jak uvádí Galla (1986): „výchovná činnost byla vždy zároveň i činností více či méně sociální a bez sociálních a filozofických aspektů se neobešla“ (s. 59). Doplňuje jej Rabušicová (1991) a upozorňuje na to, že výchova se začala institucionalizovat až na počátku 20. století, pedagogika jako vědní disciplína je disciplínou mladou, což platí i pro sociologii výchovy. Jmenuje také hlavní představitele sociologie výchovy.
Za zakladatele sociologie výchovy je považován Émile Durkheim, který poukazoval na nutnost a potřebu sociologického přístupu ke studiu výchovy. Především se věnoval otázce vztahů mezi společností a jejími institucemi. Konstatoval rozdílné formy výchovy v návaznosti na dané období a jeho hodnoty. To dokresluje na příkladu mravních hodnot, které jsou základem výchovné instituce, skrze kterou jedinec tyto mravní hodnoty přejímá. Max Weber porovnával různá časová období a zabýval se hlavními cíli výchovy. Poukazoval také na rozdíly mezi starším typem výchovy, rozvíjející člověka kultivovaného a uvědomělého, a specializovaným typem výchovy industriální společnosti.
Jedním z předchůdců české sociologie výchovy je Gustav Adolf Lindner, první profesor pedagogiky na pražské univerzitě. Při pohledu na výchovu a pedagogiky uplatňoval sociologické aspekty. Dalším významným předchůdcem je Inocenc Arnošt Bláha. Jeho publikace Sociologie dětství přispěla k rozvoji sociologie výchovy. Mezi další české představitele patří Emanuel Chalupný a Karel Galla.

## Sociologické přístupy
Sociologie výchovy je multiparadigmatická věda. Sociologové vycházejí z určité teoretické pozice a přiklánějí se k určitému paradigmatu ovlivňující je při jejich činnosti. Např. některé fakta zvýrazňují více, jiné opomíjí. Rabušicová (1991) jmenuje tři hlavní metodologické orientace – přístup funkcionalistický, konfliktní a interakcionistický. Funkcionalisté vnímají společnost jako živý organismus, jehož každá část plní určitou funkci a tak přispívá k přežití organismu. Pokud se tento příklad přenese na společnost: škola je takovou součástí organismu a aktivně se podílí na chodu celé společnosti. Představitel funkcionalismu Talcott Parsons pohlížel na společnost jako na síť vzájemně propojených vztahů. Každá část přispívá k udržování systému jako celku. Funkcionalisté pokládají důraz na konsensus a stabilitu společnosti, oproti tomu představitele konfliktního přístupu se domnívají, že sociální svět je v neustálém konfliktu. Vše vysvětlují principem konfliktem mezi soupeřícími skupinami. Funkcionalisté i sociologové konfliktu pozorují společnost na makroúrovni. Interakcionisté věnují pozornost každodenním interakcím, skrze které chápou společnost jako celek.